# Versa (torrent)
 (mars 2014).
Le Versa est un torrent qui court dans l'Oltrepò pavese (Outre-Pô), dans la province de Pavie, Italie et affluent de droite du Pô

## Géographie
Il naît dans la commune de Canevino et forme le Val Versa, traversant les territoires des communes de Canevino, Volpara, Golferenzo, Montecalvo Versiggia, Santa Maria della Versa, Castana, Montescano, Montù Beccaria, Canneto Pavese, Stradella et Portalbera, où il débouche dans le fleuve Pô.
La vallée est rendue fameuse au  niveau international pour la production viticole, spécialement en ce qui concerne la production de spumante vin effervescent.

## Sources
- (it) Cet article est partiellement ou en totalité issu de l’article de Wikipédia en italien intitulé « Versa (affluente del Po) » (voir la liste des auteurs).